# Merismus
Merismus is een geslacht van vliesvleugeligen uit de familie Pteromalidae. De wetenschappelijke naam van dit geslacht is voor het eerst geldig gepubliceerd in 1833 door Walker.

## Soorten
Het geslacht Merismus omvat de volgende soorten:
- Merismus bidentatus Kamijo, 1996
- Merismus indicus Jamal Ahmad, 1997
- Merismus lasthenes (Walker, 1848)
- Merismus megapterus Walker, 1833
- Merismus nitidus (Walker, 1833)
- Merismus rufipes Walker, 1833
- Merismus sikkimicus Narendran & Khan, 2010
- Merismus splendens Graham, 1969
- Merismus tenuicornis (Walker, 1833)
- Merismus viridis (Delucchi, 1955)